# 熊本丸 (4代)
熊本丸（くまもとまる）は熊本県立苓洋高等学校が使用している練習船である。本項目では、2019年に引退した4代目を取り扱う。

## 略歴
- 1961年7月3日 第1熊本丸進水 99.5トン[4][5][6]。
- 1961年7月3日 第2熊本丸進水 99.5トン[4][5]。
- 1973年3月8日 ?代目進水 295トン。2億3千万円[5]。
- 1999年3月10日 4代目 443トン[4]。
- 2019年2月23日 5代目竣工 471トン[3][7]。4月14日天草拓心高校マリン校舎としては初めての出港式[5]。
- 2019年 4代目は第六開洋丸として運用されている[8]。

## 特徴
- 煙突にくまモンが描かれている[9]。
- 東シナ海の底魚類の資源量を調査する事がある[10][11]。
- 缶詰やレトルト食品を製造・販売する事がある[12]。
- 一般公開する事がある[13]。

## エピソード
- フサイタチウオ科のTimorichthys angustusの標準和名「レイヨウイタチウオ」は、採集した本船が所属する苓洋（れいよう）高校に由来する[14]。
- 熊本地震の被災者支援のため、岩手県立宮古水産高等学校のりあす丸が運んできた支援物質を東京で積み込んで運んだ[15]。
- 熊本地震の被災者支援のため、神奈川県の専門高校3校の支援物質を東京で積み込んで運んだ[16]。
- 熊本地震の支援物質は約20トンを運んだ[17]。
- 長期航海実習への出航は熊本県のニュースになるのが毎年の風物詩[6][18]。